# Gluphisia lintneri
Gluphisia lintneri är en fjärilsart som beskrevs av Augustus Radcliffe Grote 1877. Gluphisia lintneri ingår i släktet Gluphisia och familjen tandspinnare. Inga underarter finns listade i Catalogue of Life.